# Serge de Patoul
Serge de Patoul (Elsene, 6 september 1955) is een voormalig Belgisch politicus voor DéFI.

## Levensloop
Serge de Patoul studeerde in 1978 af als licentiaat in de toegepaste economische wetenschappen aan de Université Catholique de Louvain. In 1982 voltooide hij er tevens een aggregaat in de economische, sociale en politieke wetenschappen en in 1999 een doctoraat in de sociale wetenschappen. Van 1980 tot 2014 was hij lector bedrijfsbeheer en algemeen boekhouden aan de UCL.
Hij begon zijn politieke loopbaan in oktober 1976 toen hij op 21-jarige leeftijd voor het toenmalige FDF gemeenteraadslid van Sint-Pieters-Woluwe werd, wat hij bleef tot in december 2018. Van januari 2001 tot december 2018 was hij schepen van de gemeente, van 2001 tot 2006 bevoegd voor Personeel, Informatica, Verbroederingen en Internationale Betrekkingen en van 2007 tot 2018 voor Onderwijs, Academies, Permanente Vorming, Verbroederingen en Internationale Betrekkingen. Na de verkiezingen van oktober 2018 besloot de Patoul zijn mandaat als gemeenteraadslid niet meer op te nemen en ging hij zetelen in de OCMW-raad van Sint-Pieters-Woluwe, waar hij van 2018 tot 2022 zitting had. Van 1995 tot 2000 was hij eveneens secretaris-generaal van het FDF, de voorloper van DéFI. 
Van juni 1989 tot mei 2019 maakte de Patoul deel uit van het Brussels Hoofdstedelijk Parlement en zodoende ook in het Parlement francophone bruxellois, de assemblee van de Franse Gemeenschapscommissie binnen het Brussels Hoofdstedelijk Gewest. Hij was er van 1993 tot 1995 FDF-fractievoorzitter en van 2003 tot 2004 MR-fractievoorzitter, van 1996 tot 1999 ondervoorzitter, van 2004 tot 2009 secretaris, van 1995 tot 1999 voorzitter van de commissie Onderwijs en van 2004 tot 2009 voorzitter van de commissie Sociale Zaken. In het Brussels Parlement was hij actief in de commissies Financiën en Begroting, Openbaar Ambt en Buitenlandse Betrekkingen; Economie, Buitenlandse Handel, Tewerkstelling, Wetenschappelijk Onderzoek en Energie; Mobiliteit en Binnenlandse Zaken. Bij de verkiezingen van mei 2019 was hij geen kandidaat meer. Vervolgens ging hij aan de slag als zelfstandig consultant op het gebied van onderwijs, politiek beleid, projectbeheer, ontwikkelingssamenwerking en de verbetering van bevolkingsdiensten en de burgerlijke stand.
Zijn zoon Jonathan de Patoul trad in zijn politieke voetsporen en werd in 2019 verkozen tot lid van het Brussels Hoofdstedelijk Parlement.

## Beschuldigingen over seksueel grensoverschrijdend gedrag
In maart 2022 kwam Serge de Patoul in opspraak nadat de RTBF aan het licht had gebracht dat twee UCL-studentes in oktober 2014 bij de universiteit klacht hadden ingediend tegen hem vanwege ongepaste aanrakingen en seksueel grensoverschrijdend gedrag. De universiteit zou de studentes hebben aangeraden om klacht in te dienen bij het gerecht, maar het dossier leidde volgens de betrokkenen niet tot gerechtelijke vervolging. De Patoul werd wel gehoord door de UCL en zou in dat gesprek de feiten hebben bekend, waarna hij wegens ernstig wangedrag aan de deur werd gezet als lector aan de universiteit. Ook deden geruchten de ronde dat de Patoul gelijkaardig gedrag zou hebben vertoond tegenover partijmedewerkers van DéFI. Na de onthullingen besloot DéFI om de Patoul te horen over de zaken waarvan hij werd beschuldigd. Tijdens het gesprek met voorzitter François De Smet en secretaris-generaal Alexandra Dupire ontkende de Patoul de seksuele aanrakingen, maar erkende hij wel dat de klachten tot zijn ontslag aan de universiteit hadden geleid. De partij merkte op dat alle betrokkenen in de zaak door de gerechtelijke politie waren gehoord, maar dat het parket er geen gevolg aan gegeven had en dat de onthullingen door de RTBF niet tot bijkomende klachten had geleid, ook niet binnen de partij of het Brussels Hoofdstedelijk Parlement. Niettemin legde de Patoul onmiddellijk al zijn functies binnen DéFI neer, evenals zijn mandaat als OCMW-raadslid in Sint-Pieters-Woluwe.